# Bahnstrecke Durrës–Peqin
| Ausfahrender Zug im Bahnhof Rrogozhina |                      |                                           |                                           |
| Streckenlänge: | 42,6 km              |                                           |                                           |
| Spurweite: | 1435 mm (Normalspur) |                                           |                                           |
| |                      |                                           |                                           |
| \| \| 00,00 \| Durrës \| Durrës \| \| \| \| Hafen Durrës \| \| \| \| \| SH2 \| \| \| \| 01,20 \| Betriebswerk Shkozet \| Betriebswerk Shkozet \| \| \| 01,50 \| Betriebswerk Shkozet \| Betriebswerk Shkozet \| \| \| \| Industriegleis \| \| \| \| 01,9 \| Bahnstrecke Durrës–Tirana von / nach Vora \| Bahnstrecke Durrës–Tirana von / nach Vora \| \| \| 04,00 \| Durrës Plazh \| Durrës Plazh \| \| \| \| SH85 \| \| \| \| 05,1 \| SH56 \| SH56 \| \| \| 09,40 \| Golem \| Golem \| \| \| \| Golem \| \| \| \| \| \| \| \| \| \| Lishat \| \| \| \| \| \| \| \| \| \| \| \| \| \| \| \| \| \| \| \| \| \| \| \| 19,70 \| Kavaja \| Kavaja \| \| \| \| Helmas \| \| \| \| \| Darç \| \| \| \| \| Gërman \| \| \| \| \| Kryeluz \| \| \| \| \| \| \| \| \| \| Lekaj \| \| \| \| 27,40 \| Lekaj \| Lekaj \| \| \| \| \| \| \| \| \| \| \| \| \| \| Gosa \| \| \| \| \| Gosa \| \| \| \| \| Gosa \| \| \| \| \| Gosa \| \| \| \| \| 375m \| \| \| \| \| \| \| \| \| 34,60 \| Rrogozhina \| Rrogozhina \| \| \| \| Bahnstrecke Rrogozhina–Fier nach Fier \| \| \| \| \| \| \| \| \| \| Sinaballaj/Madh \| \| \| \| \| Thartor \| \| \| \| \| Rushta \| \| \| \| \| Industriegleis \| \| \| \| \| Karina \| \| \| \| \| Karina \| \| \| \| \| \| \| \| \| \| \| \| \| \| \| \| \| \| \| 42,60 \| Peqin \| Peqin \| \| \| \| Bahnstrecke nach Elbasan \| \| \| \| \| Kilometrierung nach HSH-Angaben[1][2][3] \| \| |                      |                                           |                                           |
| Kopfbahnhof Streckenanfang | 00,00                | Durrës                                    | Durrës                                    |
| Abzweig geradeaus und ehemals von rechts |                      | Hafen Durrës                              | Hafen Durrës                              |
| Strecke mit Straßenbrücke |                      | SH2                                       | SH2                                       |
| ehemaliger Bahnhof | 01,20                | Betriebswerk Shkozet                      | Betriebswerk Shkozet                      |
| Dienststation / Betriebs- oder Güterbahnhof | 01,50                | Betriebswerk Shkozet                      | Betriebswerk Shkozet                      |
| Abzweig geradeaus und ehemals nach links |                      | Industriegleis                            | Industriegleis                            |
| Abzweig geradeaus, nach links und ehemals von links | 01,9                 | Bahnstrecke Durrës–Tirana von / nach Vora | Bahnstrecke Durrës–Tirana von / nach Vora |
| Bahnhof | 04,00                | Durrës Plazh                              | Durrës Plazh                              |
| Strecke mit Straßenbrücke |                      | SH85                                      | SH85                                      |
| Bahnübergang | 05,1                 | SH56                                      | SH56                                      |
| Bahnhof | 09,40                | Golem                                     | Golem                                     |
| Brücke |                      | Golem                                     | Golem                                     |
| Brücke |                      |                                           |                                           |
| Brücke über Wasserlauf |                      | Lishat                                    | Lishat                                    |
| Brücke |                      |                                           |                                           |
| Brücke |                      |                                           |                                           |
| Bahnübergang |                      |                                           |                                           |
| Brücke |                      |                                           |                                           |
| Bahnhof | 19,70                | Kavaja                                    | Kavaja                                    |
| Bahnübergang |                      | Helmas                                    | Helmas                                    |
| Brücke über Wasserlauf |                      | Darç                                      | Darç                                      |
| Bahnübergang |                      | Gërman                                    | Gërman                                    |
| Bahnübergang |                      | Kryeluz                                   | Kryeluz                                   |
| Brücke |                      |                                           |                                           |
| Bahnübergang |                      | Lekaj                                     | Lekaj                                     |
| Bahnhof | 27,40                | Lekaj                                     | Lekaj                                     |
| Brücke |                      |                                           |                                           |
| Brücke |                      |                                           |                                           |
| Brücke |                      | Gosa                                      | Gosa                                      |
| Brücke |                      | Gosa                                      | Gosa                                      |
| Brücke |                      | Gosa                                      | Gosa                                      |
| Brücke |                      | Gosa                                      | Gosa                                      |
| Tunnel |                      | 375m                                      | 375m                                      |
| Brücke |                      |                                           |                                           |
| Bahnhof | 34,60                | Rrogozhina                                | Rrogozhina                                |
| Abzweig geradeaus und nach rechts |                      | Bahnstrecke Rrogozhina–Fier nach Fier     | Bahnstrecke Rrogozhina–Fier nach Fier     |
| Brücke |                      |                                           |                                           |
| Brücke über Wasserlauf |                      | Sinaballaj/Madh                           | Sinaballaj/Madh                           |
| Bahnübergang |                      | Thartor                                   | Thartor                                   |
| Brücke über Wasserlauf |                      | Rushta                                    | Rushta                                    |
| Abzweig geradeaus und ehemals nach rechts |                      | Industriegleis                            | Industriegleis                            |
| Brücke |                      | Karina                                    | Karina                                    |
| Bahnübergang |                      | Karina                                    | Karina                                    |
| Brücke |                      |                                           |                                           |
| Brücke |                      |                                           |                                           |
| Bahnübergang |                      |                                           |                                           |
| Bahnhof | 42,60                | Peqin                                     | Peqin                                     |
| Strecke |                      | Bahnstrecke nach Elbasan                  | Bahnstrecke nach Elbasan                  |
| |                      | Kilometrierung nach HSH-Angaben           |                                           |

Die Bahnstrecke Durrës–Peqin (albanisch Hekurudha Durrës-Peqin) ist eine 42,6 Kilometer lange Eisenbahnstrecke der Hekurudha Shqiptare, die die Hafenstadt Durrës mit dem Kleinstadt Peqin in Mittelalbanien verbindet. Die Strecke ist eingleisig und nicht elektrifiziert. Die 1947 erbaute Linie gilt als Albaniens erste Normalspurstrecke.

## Geschichte

### Bau

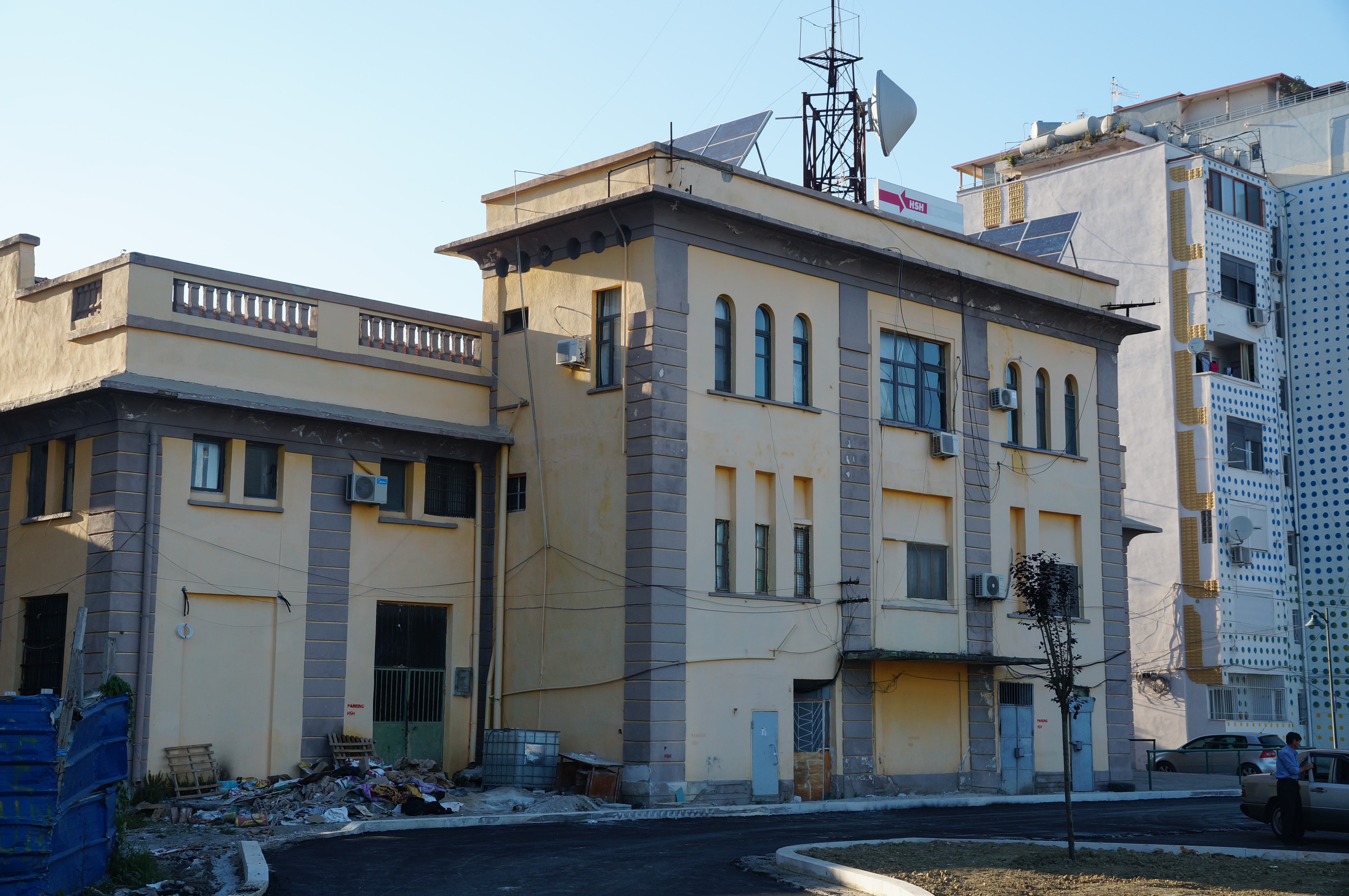
Alter Bahnhof von Durrës aus dem Jahr 1947 (2018)

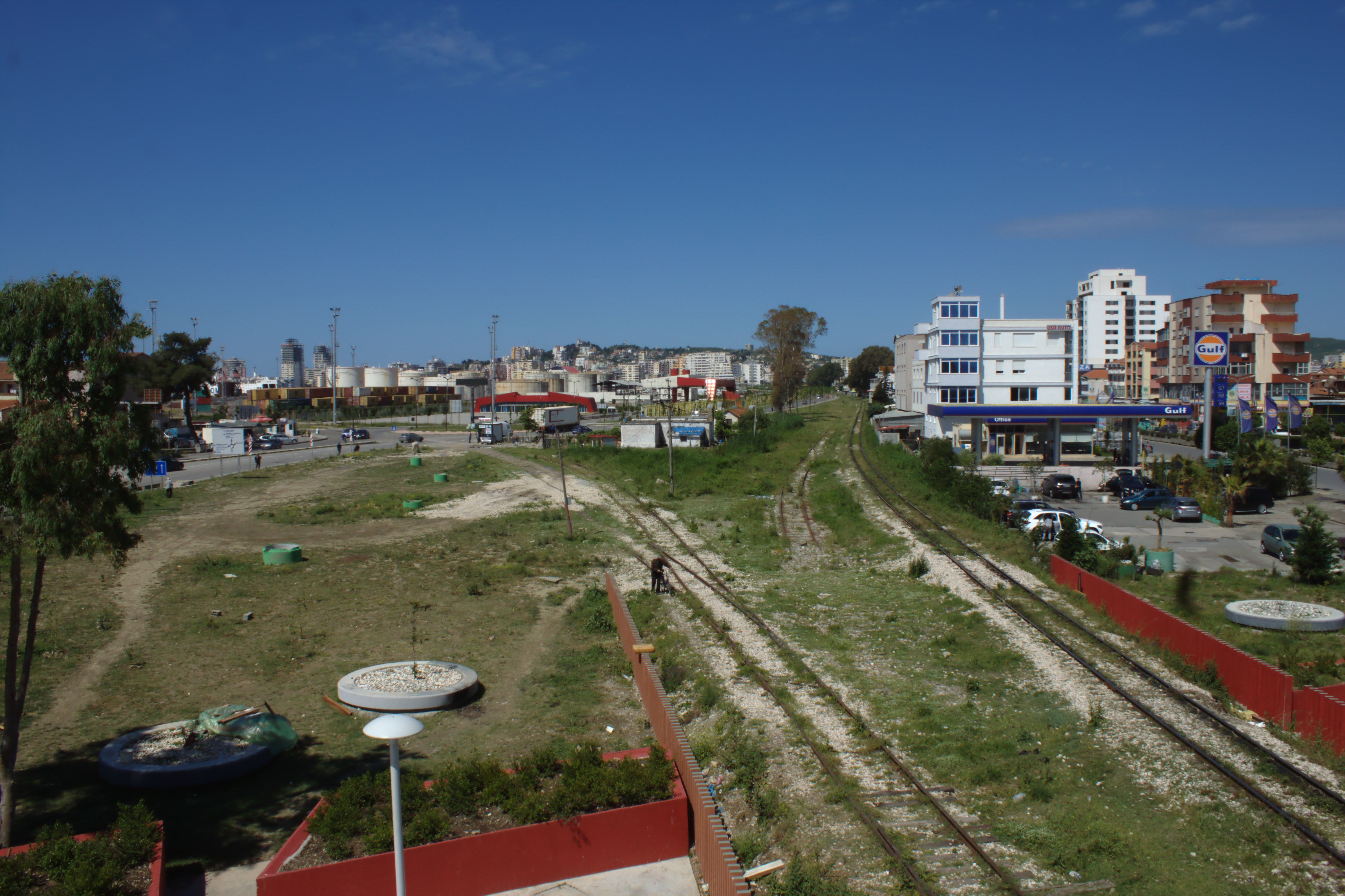
Stichgleis zum Hafen (links) am Ortsausgang von Durrës (2016)

Bis zum Zweiten Weltkrieg gab es in Albanien keine Normalspur-Eisenbahn. Lediglich in Südalbanien existierte die Selenica-Schmalspurbahn. Während des Ersten Weltkriegs hatte die österreichisch-ungarische Armee aber auf der Strecke Durrës – Kavaja – Rrogozhina – Peqin – Elbasan bereits eine Feldbahn betrieben.
Am 27. April 1940 begannen die italienischen Besatzer in Kavaja mit dem Bau einer Eisenbahnstrecke von Durrës nach Elbasan. Der Baustart fand in Anwesenheit des Ministerpräsidenten Shefqet Vërlaci und weiterer Regierungsvertreter wie Xhafer Ypi und Maliq Bushati statt. Das Ziel, die Eisenbahnstrecke bis Ende 1941 vollendet zu haben, konnte nicht realisiert werden. Die Misserfolge im griechisch-italienischen Krieg und der weitere Kriegsverlauf verhinderten einen schnellen Bauabschluss. Einen gewissen Baufortschritt muss es aber gegeben haben, brachte doch die Wehrmacht 1943 eine Mallet-Dampflokomotive vom Typ Bayerische BB II nach Albanien, die als Baulokomotive genutzt wurde. Bei einer V36, der ersten normalspurigen Diesellokomotive in Albanien, ist nicht ganz klar, ob sie bereits während des Kriegs oder erst 1948 als Reparation nach Albanien kam.
In den Jahren nach dem Krieg wurden in Albanien zwei Eisenbahnstrecken geplant und gebaut. Einerseits sollten endlich die Chrom- und Eisennickel-Vorkommen bei Elbasan erschlossen werden, andererseits galt es, die neuen oder noch geplanten Industriebetriebe in der Hauptstadt Tirana zu versorgen. Als erste Strecke konnte am 7. November 1947 das Teilstück vom Hafen Durrës bis zur Stadt Peqin, rund 32 Kilometer vor Elbasan, in Betrieb genommen werden. In den Jahren 1949 und 1950 folgten die Verbindungen nach Tirana und Elbasan.
Die Strecke nach Peqin wurde mit jugoslawischer Hilfe erbaut, nachdem im Juli 1946 ein bilaterales Abkommen geschlossen worden war. Als Gegenleistung für Kredite und Experten sollte Albanien Waren liefern. Die Jugoslawen waren daran interessiert, mittels Eisenbahn Erdöl aus Mittelalbanien (Kuçova) zur Adria zu transportieren. Jugoslawien lieferte das Material, das für den Abschluss der Arbeiten und den Betrieb der Bahn benötigt wurde, darunter drei Dampflokomotiven (zwei SHS 20 und eine Tenderlokomotive aus 1911 von Hohenzollern) und 69 Wagen der Jugoslovenske Državne Železnice sowie 24 Kilometer Gleis. Zudem überließ die Sowjetunion den Albanern vier Dampflokomotiven vom Typ BBÖ 270 aus Österreich.
Baubeginn war am 1. Mai 1947. Das halbfertige Werk aus italienischer Zeit erlaubte einen raschen Abschluss. 30.000 Freiwillige mit einfachsten Hilfsmitteln wirkten am Bau mit. Viele von ihnen waren Jugendliche, weshalb die Strecke auch „Eisenbahn der Jugend“ genannt wurde. Wie schon bei der Eröffnung der Bauarbeiten war Ministerpräsident Enver Hoxha auch bei der Eröffnung der Linie in Durrës anwesend.

### Spätere Entwicklung

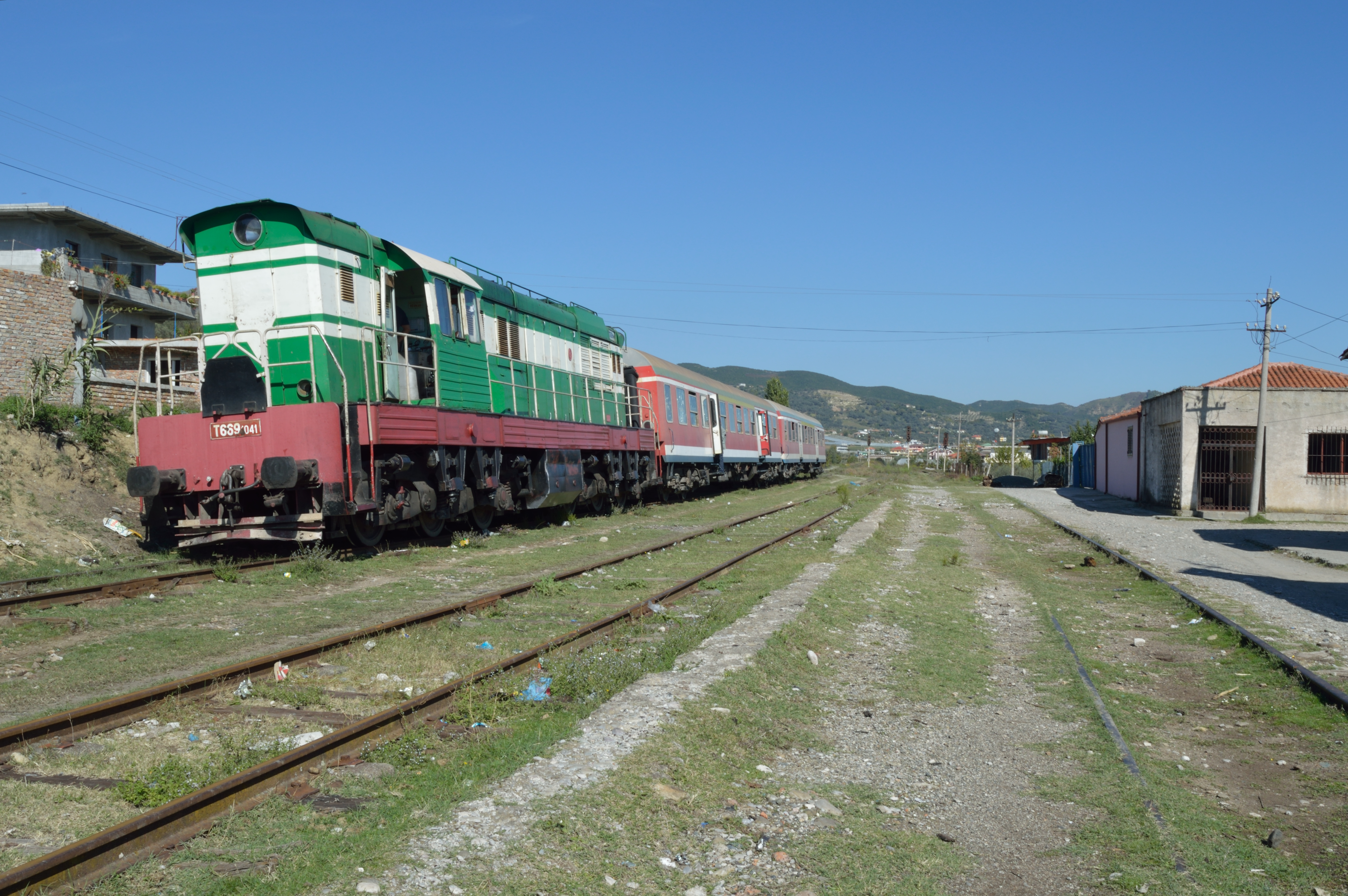
Bahnhof Peqin (2013)

Im Dezember 1950 wurde die Verlängerung bis nach Elbasan eingeweiht. Durch diese Erschließung von Industrieanlagen und Bergwerken im Raum Elbasan konnte auch die Strecke bis Peqin ihren Hauptzweck erfüllen. 1979 war mit Pogradec das Ende des Ausbaus erreicht. Zudem wurde 1968 die Stichstrecke nach Süden von Rrogozhina bis Fier eröffnet, die 1975 eine Verlängerung nach Ballsh und 1985 eine Verlängerung nach Vlora erfuhr.
Der Bahnhof von Durrës aus dem Jahr 1947 lag ursprünglich in der Innenstadt und direkt am Hafen. Im Winter 1981/82 wurde er durch einen Neubau ersetzt, der 700 Meter weiter nördlich errichtet wurde.
Auf der Bahnstrecke Durrës – Peqin – Elbasan verkehren heute zwar im Gegensatz zu vielen anderen noch Züge der Hekurudha Shqiptare, aber die Infrastruktur ist wie die ganze albanische Eisenbahn in desolatem Zustand. Vom Bahnhof in Durrës Plazh gibt es kaum mehr Anzeichen. Aufgrund der kompletten Erneuerung der Strecke von Durrës nach Tirana ab dem Jahr 2022 war auch die Zufahrt zum Bahnhof Durrës verunmöglicht. Im Sommer 2023 verkehrten freitags, samstags und sonntags je ein Zug pro Richtung zwischen Durrës Plazh und Elbasan.
Ein Bericht vom September 2021 stellte fest, dass die Anlagen entlang der Strecke in einem schlechten Zustand sind: Unterbau, Brücken und Tunnel sind heruntergekommen. Zudem genügen sie nicht den Standardbreiten und bieten keinen Raum für eine mögliche Elektrifizierung im Rahmen des Ausbaus des Paneuropäischen Verkehrskorridors VIII. Ende 2023 genehmigte die Europäische Union Mittel von € 62 Millionen zur Erneuerung des 33 Kilometer langen Abschnitts bis von Shkozet bis Rrogozhina. 2025 wurde ein Finanzierungspaket in der Höhe von € 90 Millionen unterzeichnet.

## Strecke

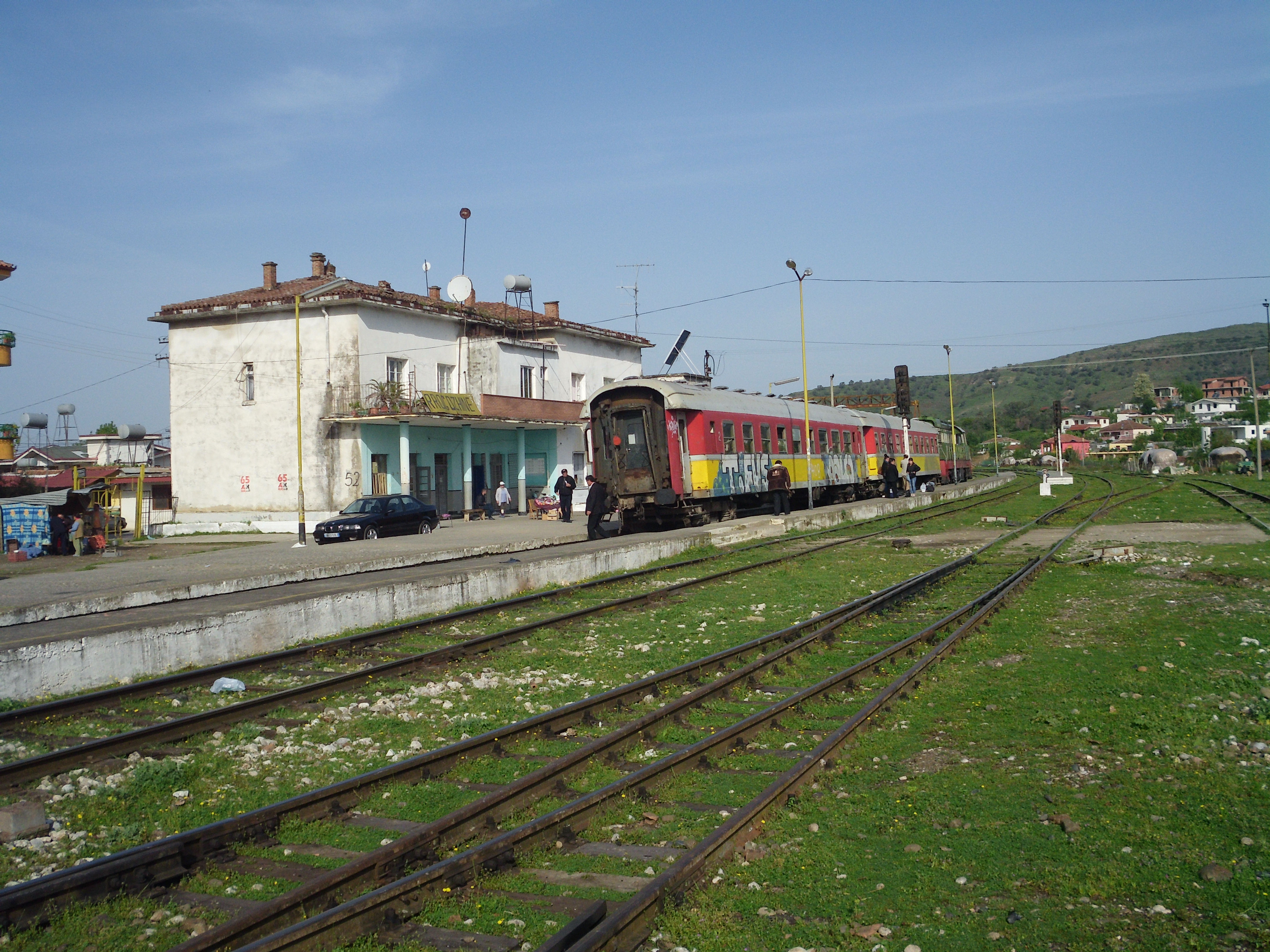
Zug in Rrogozhina (2014)

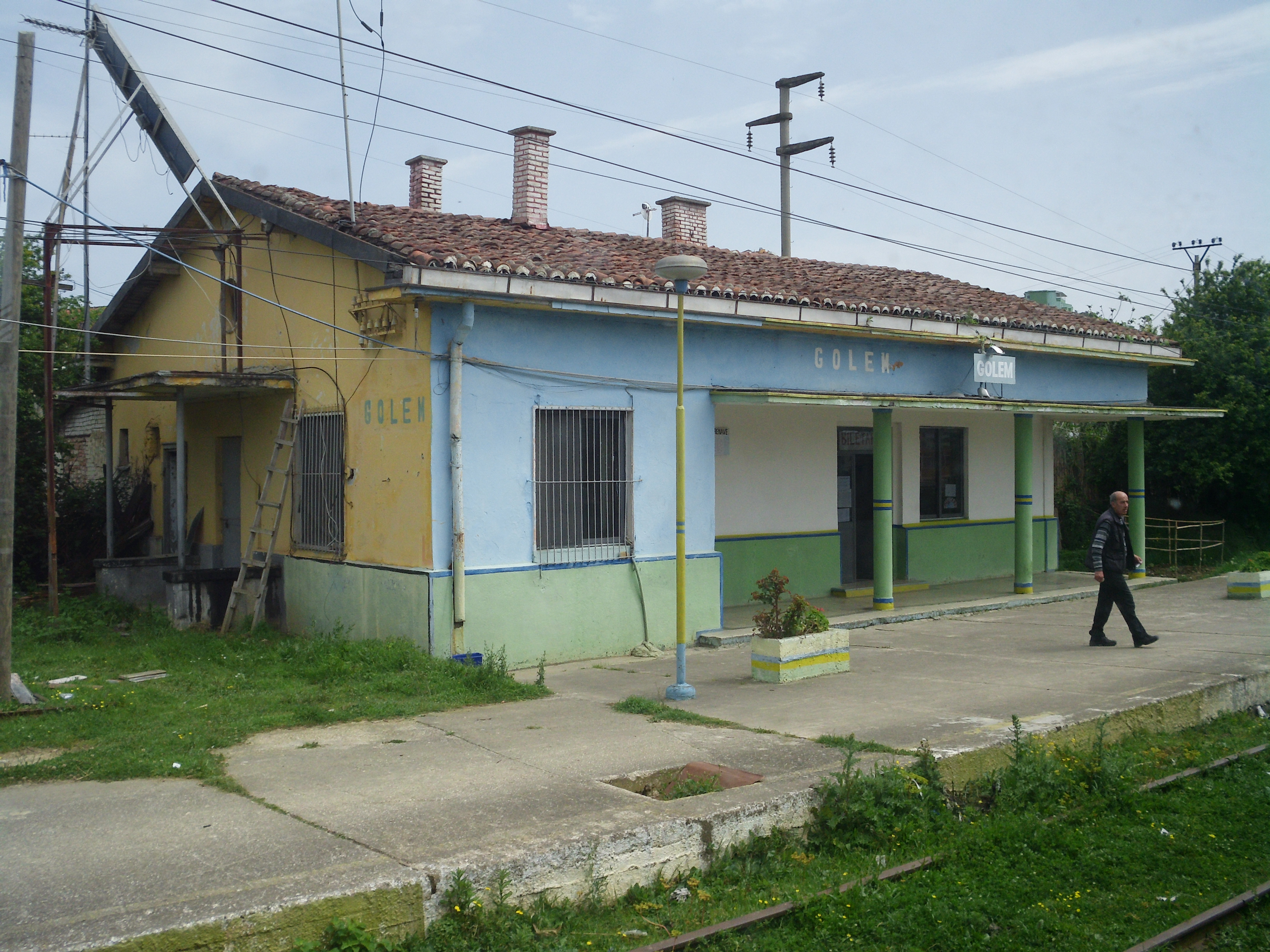
Bahnhof von Golem

Die Eisenbahnstrecke verläuft durch flaches Gebiet der mittelalbanischen Küstenebene und das flache Shkumbintal. Sie folgt den alten Verkehrswegen – schon die Römerstraße Via Egnatia verlief auf dieser Route – am Fuß der Hügel.
Die Strecke verlässt Durrës nach Osten und passiert schon bald das Bahnbetriebswerk Shkozet. Sie führt weiter durch die Außenbezirke und Vororte der Stadt. Nach Shkozet zweigt die Strecke nach Tirana nach Norden ab, die Strecke nach Peqin wendet sich nach Süden. Sie verläuft am Rand des Badeorts Durrës Plazh parallel zur Küste. Ab dem südlichen Ende von Durrës Plazh kommt sie dem Meer noch näher. In der Folge verlaufen Bahnstrecke und die zur Autobahn ausgebaute SH4 nebeneinander, beim Hügel Shkëmbi i Kavajës in einem schmalen Streifen zwischen Hügel und Meer. In Golem befindet sich ein kleiner Bahnhof mit Ausweichgleis. Bei Mali i Robit wenden sich die Verkehrsstränge vom Meer weg und verkehren erstmals durch offenes Gelände. In gerader Strecke geht es durch die Küstenebene nach Kavaja, das im Gegensatz zur Autobahn östlich umfahren wird. Am Südende der Innenstadt liegt der Bahnhof. Am Fuß der Hügel geht es weiter nach Süden, einige Brücken querend. Kurz vor Rrogozhina wird ein hervorstehender Hügelzug in einem nicht ganz 400 Meter langen Tunnel durchquert. In der Folge geht es ostwärts das Shkumbintal hoch, immer am Fuße der Hügel auf der Nordseite. Gleich nach dem Bahnhof von Rrogozhina zweigt die Strecke in den Süden ab. Ein weiterer Abzweig bildete den Anschluss eines Schotterwerks am Shkumbin. Etwas später wird ein Bach auf einer rund 100 Meter langen Brücke überquert. Die Strecke endet im Bahnhof von Peqin, der nördlich der Innenstadt liegt.